# Halmstad–Grenå

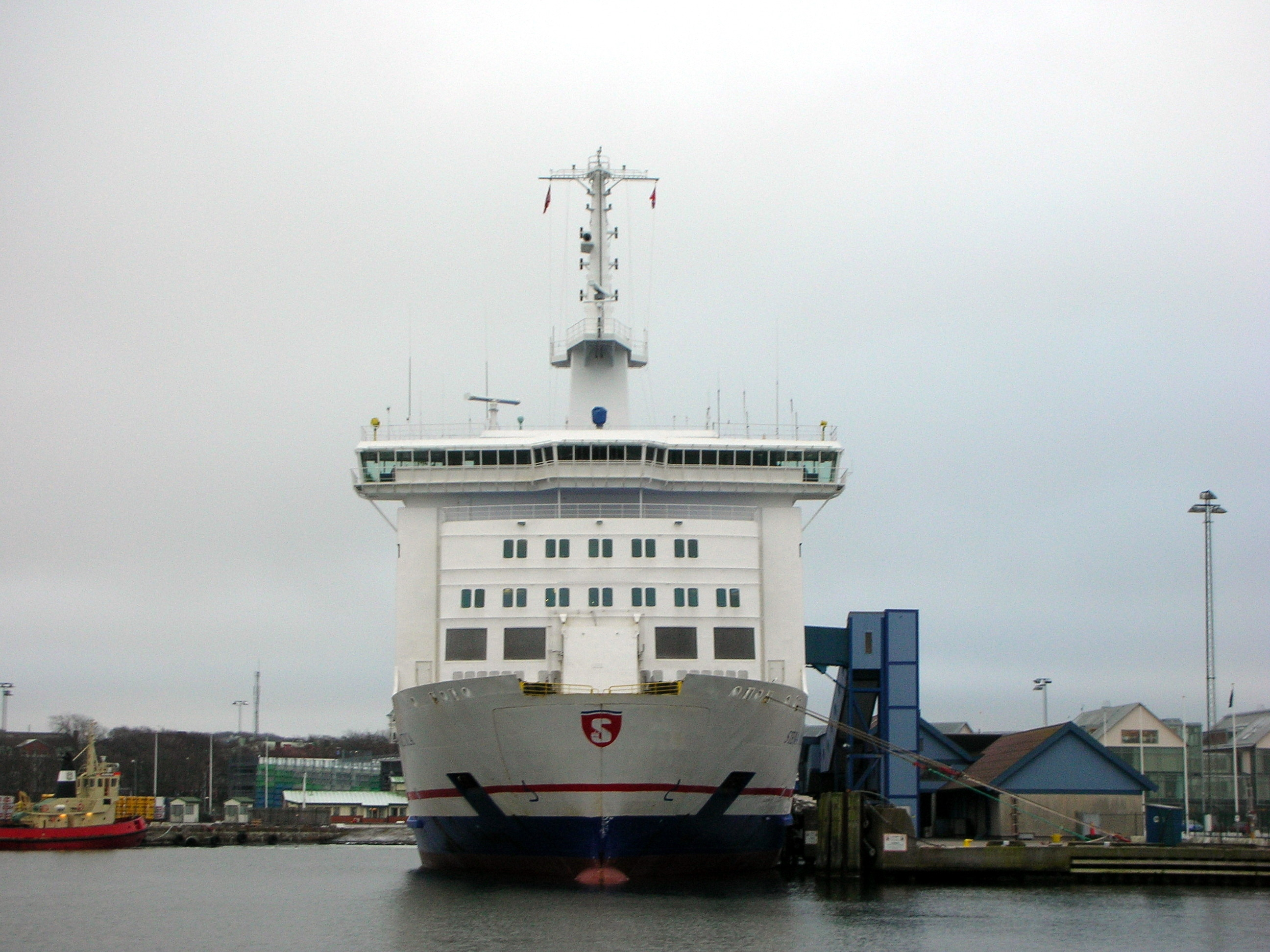
M/S Stena Nautica vid kaj i Varberg, 2010

Färjelinjen Halmstad–Grenå är en bilfärjelinje över Kattegatt, som sedan 2020 trafikeras av Stena Line med M/S Stena Nautica. Linjen ersatte då Stena Lines tidigare färjelinje Varberg–Grenå, vilken lades ned, eftersom Varbergs kommun vill lägga ned hamnen och där bygga bostäder.
Det hade tidigare bedrivits färjetrafik mellan Halmstad och Grenå 1966 och 1988–1998.